# Jean Pullon
Jean Pullon, dit de Trin (en latin Joannes Pullonus, en italien Giovanni Pullone di Trino), actif de 1543 à 1561, est un imprimeur lyonnais du XVIe siècle.

## Biographie
Jean Pullon dit de Trin est un imprimeur actif à Lyon de 1543 à 1561. Il est originaire de Trino, ville du Piémont (Italie), près de Verceil.
Alors qu'il a longtemps été considéré comme un imprimeur travaillant sur commande (par exemple pour Guillaume Rouillé), Giovanni Ferraris a montré qu'il avait aussi une activité d'éditeur.